# Szamba-rock
A szamba-rock a szamba egyik műfaja és a rockzene egyik alműfaja. Az 1960-as évek második felében keletkezett Brazíliában a soul, a funk és a brazil szamba keveredésével. A stílus első ismertebb megnyilvánulása Jorge Ben Jor Bidu/Silêncio no Brooklin című 1967-ben megjelent albuma volt. Az album megjelenése után több együttes követte az irányzatot, többek között a Banda Black Rio, a Bebeto és a Trio Mocoto.